# Дядик Олена Олександрівна
Дядик Олена Олександрівна — український лікар, доктор медичних наук, професор. Завідувач кафедри патологічної та топографічної анатомії
Національної медичної академії післядипломної освіти імені П. Л. Шупика.

## Біографія
Дядик Олена Олександрівна народилась 5 червня 1966 року, Донецьк.
Закінчила Донецький медичний інститут імені М. Горького.
1993 р. — захист кандидатської дисертації зі спеціальності «Патологічна анатомія»;
2006 р. — захист докторської дисертації зі спеціальності «Патологічна анатомія».

## Патенти
1. Василенко І. В., Дядик О. І., Дядик О. О., Ракітська І. В., Гайдуков В.О Спосіб прогнозування перебігу вовчакового гломерулонефриту. Пат. 68322А Україна, 7 А 61 В 10/00 № 20031213261, Заявл. 31.12.2003; Опубл. 15.07.2004. Бюл. № 7.[6]
2. Ракитська І. В., Дядик О. О., Лях Ю. E.,Гур'янов В.Г та ін (всього 6 осіб) Спосіб прогнозування терапевтичного ефекту при лікуванні хворих на вовчаковий гломерулонефрит. Пат. 8946 Україна, 7 А 61 В 8/12 №u200504618. Заявл. 17.05.2005; Опубл. 15.08.2005. Бюл. № 8.
3. Ракитська І. В., Дядик О. О., Лях Ю. E.,Гур'янов В.Г та ін (всього 5 осіб). Спосіб прогнозування характеру перебігу гломерулонефриту у хворих на системний червоний вовчак. Пат. 8947 Україна, 7 А 61 В 8/12 №u200504619. Заявл. 17.05.2005; Опубл. 15.08.2005. Бюл. № 8.
4. Суліман Ю. В., Василенко І. В. Дядик О. І., Дядик О. О. Спосіб оцінки ступеня пошкодження нирок у хворих IgA-нефропатією. Пат. 36026, Україна, № U 2008 06275; Заявл. 13.05.08; опубл. 10.10.08. Бюл. № 19.
5. Дядик О. О., Багрій А. Е., Збровський С. Р., Хоменко М. В., Яковенко В. Г. Спосіб визначення ступеня активності системного червоного вовчака при вагітності. Пат. 98558 Україна, Заявл. 17.12.2014; Опубл. 27.04.2015. Бюл. № 8.
6. Дядик О. О., Паніотова Г. П., Багрій А. Е., Хоменко М. В., Яковенко В. Г. Спосіб прогнозування перебігу первинних проліферативних гломерулонефритів. Пат.100314 Україна, Заявл.17.12.2014, Опубл. 27.07.2015, Бюл.№ 14.

## Учні
Науковий керівник 4 кандидатських дисертацій.

## Перелік ключових публікацій
1. Патоморфологічна характеристика IgG4-пов'язаних захворювань. Дядик О. О., Іванова М. Д. Патологія 2016 № 2 (37) с.58-62.
2. Фосфогістон Н3 як стандарт імуногістохімічного дослідження в оцінюванні рівня диференціювання плоско клітинних карцином орофарингеальної зони. Дядик О. О., Лисак А. В. Патологія 2016 № 2 (37) с.4-12.[7]
3. Поражение почек при геморрагическом васкулите Шенлейна — Геноха, начавшемся в детском и взрослом возрасте. Дядик О. О., Синяченко О. В., Егудина Е. Д., БевзенкоТ. Б., ЧернишоваО. Е., ГерасименкоВ. В. Почки 2016 № 4 (18) с. 24-30.
4. Гострий гломерулонефрит: особливості перебігу та патоморфологічної картини (власне спостереження). Дядик О. О., Некрасова Л. Г., Таран О. І., СіроштановаІ. О. Комінко Л. В. Почки 2016 № 1 (15) с.89-94.[8]
5. Динаміка вмісту нейроспецифічних білків та їх утворення при екстремальній черепно-мозковій травмі. Дядик О. О., Зябліцев С. В., Юзьків Я. С. Патологія Науково-практичний медичний журнал 2016 № 1(36) с.49-53.
6. Злоякісна пухлина Бреннера: опис клінічного випадку. Дядик О. О., Некрасова Л. Г. Заріцька В. І., Тімоніна Т. В., Снісаревський П. П. Морфологія 2016 Том10 3 с.157-160.
7. Руководство по нефрологии. Руководство для лікарів / Під ред. А. И. Дядыка, Е. А. Дядык. — К.: Четверта хвиля, 2011. — 600 с.
8. Системные васкулиты в современной клинической практики. Руководство для врачей под. ред.. проф. А. И. Дядыка — Донецк, Заславский издательский дом, 2013.- С.247
9. Судинна патологія нирок. Під редакцій Д. Д. Зербіно, М. М. Багрія, О. О. Дядик. — Вінниця: Нова книга, 2015—456 с.
10. Инфекционный эндокардит. Под редакцией А. И. Дядыка, А. Э. Багрия, Е. А. Дядык.- Донецк, издатель Заславский А. Ю., 2015.- 168 с.
11. Морфологические особенности поражения почек при АНЦА-ассоциированном васкулите — гранулематозе Вегенера. Дядик О. О., Патологія, № 1 (Додаток) — 2015 (33) — С. 12-13
12. Вплив вузькосмугової (311 нм) фототерапії на морфологічну структуру шкіри у хворих на псоріаз. Дядик О. О., Жданова О. І. Український журнал дерматології венерології косметології № 4(59), 2015.с.44-49.
13. Клініко-морфологічні зіставлення при нефропатії у хворих на мікроскопічний поліангіїт. Дядик О. О., Український журнал нефрології та діалізу № 3 (47) 2015 с.30-34.
14. Морфоанатомическое обоснование раннего удержания мочи после выполнения радикальной простатэктомии. Дядик О. О., Серняк Ю. П., Фуксзон А. С., Рощин Ю. В., Литвинов А. И., Бургело Е. В., Фролов А. С. Український Журнал Хірургії № 1-2 (30-31), 2016.с.72-76
15. Особливості гістологічної будо-ви та диференційної діагностики теносиновіальної гігантоклітин-ної пухлини дифузного типу та її малігнізованої форми. Дядик О. О., Григоровська А. В. Морфологія 2016 Том10 № 3 с.144-149.
16. Особенности лечебного патоморфоза кожи больных псориазом после ультрафиолетовой средневолновой терапии узкого спектра (311 нм). Дядик О. О., Жданова И. О., Романенко К. В. Некрасова Л. Г. Боровая О. О. Морфологія 2016 Том10 № 3 с.150-156.
17. Пневмопатия при микроскопическом полиангиите. Дядик О. О., Синяченко О. В., Ермолаева М. В., Егудина Е. Д., Бевзенко Т. Б. Український терапевтичний журнал.-2015.-№ 3.-С.62-66.
18. Клинико-патогенетическое значение иммуноглобулина-А в поражении почек при геморрагическом васкулите. Дядик О. О., Вестник неотложной и восстановительной медицины.-2015.-№ 1.-С.50-55.
19. Імуногістохімічні особливості деяких складових сполучної тканини нирок при мезангокапілярному гломерулонефриті I типу та дифузному вовчаковому гломерулонефриті. Дядик О. О., Хмара О. В. Патологія.- 2014.- № 3 (32).- С.60-63.

## Міжнародна співпраця
Міланський університет «Бікокка»